# Bone Yard
Bone Yard è un album raccolta di Adam Bomb, uscito il 23 agosto 2004 per l'Etichetta discografica Z Records.

## Tracce
1. Scar Mangled Banner
2. Beginning Of The End, The
3. Anxiety
4. Shattered Smile
5. Life's A Bitch 'N' Then You Live
6. Rock Sex City
7. SST
8. I Want My Heavy Metal
9. Shape Of The World
10. I'm On It
11. D.W.I On The Info - Superhighway
12. Pure S.E.X.
13. What In The World
14. It's Only Rock And Roll (Rolling Stones Cover)
15. Jeepster (T. Rex Cover)

## Formazione
- Adam Bomb - voce, chitarra
- Kenny Aaronson - basso
- Steve Stevens - chitarra
- Alan St.John - tastiere
- Bobby Couchinard - batteria
- Michael Lee Smith - cori
- Thommy Price - batteria
- Garry Tyler Moore - basso
- Danny Steiner - batteria
- Jerry Martini - sassofono
- Phil Feit - basso
- Gregg Gerson - batteria
- Jimmy Crespo - chitarra
- Cliff Williams - basso, cori
- Chuck Ruff - batteria
- K.K. McKay - basso
- Jeff Consi - batteria
- Sandy Slavin - batteria
- Tm Stevens - basso
- Mick Taylor - chitarra
- Nicky Hopkins - piano
- Paul Pesco - batteria, tastiere